# Paul Hanley
Paul Hanley (født 12. november 1977 i Melbourne, Australien) er en mandlig professionel tennisspiller fra Australien.
Paul Hanley højeste rangering på WTA single rangliste var som nummer 395, hvilket han opnåede 7. februar 2000. I double er den bedste placering nummer 5, hvilket blev opnået 6. november 2006. 